# Aéroport de Chibougamau-Chapais
L'aéroport de Chibougamau-Chapais (code IATA : YMT • code OACI : CYMT) est un aéroport situé à environ 20 kilomètres au sud de Chibougamau, au Québec.
Fondé en 1982, il est une propriété du ministère des Transports du Québec. 

## Histoire
Au cours des années 1940 et 1950, Chapais et Chibougamau sont desservis par diverses entreprises privées et possèdent leurs propres pistes d'atterrissage à proximité des villes. Celles-ci sont à l'époque mal desservies par le réseau routier et l'aviation est alors un besoin essentiel. Ces pistes de fortunes sont toutefois inadéquates et en 1962, le gouvernement du Québec donne son accord pour la construction d'un aéroport régional.
Après des années de négociations entre les chambres de commerce des deux villes et des tentatives d'aménagement de nouvelles pistes infructueuses, un site situé entre Chibougamau et Chapais est sélectionné. En 1975, la ville de Chibougamau et la Société de développement de la Baie-James demandent au ministère des Transports du Canada, la construction d'un aéroport régional moderne. Ses installations sont finalement inaugurées en 1982.

## Nouvelle aérogare
En avril 2018, le Gouvernement du Québec annonce la construction d'une nouvelle aérogare pour remplacer l'actuelle,. La nouvelle infrastructure doit notamment permettre d'accroître la capacité d'accueil. 
Les travaux entamés en août 2020 sont évalués à plus de 16M$,. Les travaux de modernisation ont été achevés en 2022. La nouvelle aérogare construite avec le bois produit régionalement, intègre sur sa façade une œuvre de l'artiste Emmanuelle Gendron. 

## Accès routier
L'aéroport de Chibougamau-Chapais est accessible en voiture, par la route 113. Il est situé à une vingtaine de kilomètres de la ville de Chibougamau. 

## Situation
| \| 100 km1:14 335 000 \| Victoriaville Gaspé Blanc-Sablon Montréal Mont · Tremblant Gatineau-Ottawa Ivujivik Îles-de-la-Madeleine Waskaganish Val-d'Or Trois-Rivières Sherbrooke Sept-Îles Schefferville Salluit Rouyn · Noranda Rivière-du-Loup Rimouski Radisson · Grande-Rivière Port-Menier Québec Mont-Joli La Tuque La · Tabatière Havre · Saint-Pierre La Romaine Kuujjuarapik Kuujjuaq Kattiniq Chibougamau Charlevoix Bonaventure Baie-Comeau Saguenay-Bagotville |
| 100 km1:14 335 000 |

## Opérateurs et destinations
| Compagnies  | Destinations                                          |
| ----------- | ----------------------------------------------------- |
| Air Creebec | Chisasibi, Montréal (P.-E.-Trudeau), Nemiscau/Nemaska |

Édité le 18/10/2024

## Source
- (en) Cet article est partiellement ou en totalité issu de l’article de Wikipédia en anglais intitulé « Chibougamau/Chapais Airport » (voir la liste des auteurs).